# 颱風瑪娃 (2012年)
颱風瑪娃（英語：Typhoon Mawar，聯合颱風警報中心：WP042012，國際編號：1203，菲律賓大氣地球物理和天文管理局：Ambo）為2012年太平洋颱風季第三個被命名的風暴。「瑪娃」（Mawar）一名由馬來西亞提供，是該國高地品種的玫瑰花。

## 發展過程
2012年5月29日，一個熱帶擾動在帛琉西北方海面形成。
5月30日，開始往西北方向移動威力逐漸增強。
5月31日，聯合颱風警報中心將其評級為「高」，隨後日本氣象廳把位於菲律賓東南方海面的熱帶擾動升格為熱帶性低氣壓。
6月1日，菲律賓大氣地理天文部門命名為Ambo，香港天文台於同日升格為熱帶風暴，隨後日本氣象廳亦跟隨升格，給予國際編號1203，並命名瑪娃。
6月2日下午2時，日本氣象廳升格為強烈熱帶風暴，隔日升格為颱風。
6月3日，日本氣象廳將其升格為颱風。
6月5日，香港天文台及日本氣象廳分別將瑪娃降格為強烈熱帶風暴。
6月6日，瑪娃轉化為溫帶氣旋。

## 影響

### 臺灣
受瑪娃颱風外圍環流影響，台灣東部地區有明顯降雨。

### 菲律賓
受瑪娃颱風影響，菲律賓近海風浪大，導致漁船翻覆，30名漁民失蹤。廣泛地區的大樹倒塌，多人受傷。

## 外部連結
- （英文）http://www.usno.navy.mil/JTWC/ （页面存档备份，存于） 聯合颱風警報中心首頁
- （繁體中文）http://www.cwb.gov.tw/ （页面存档备份，存于） 中央氣象局首頁
- （日語）http://www.jma.go.jp/jma/index.html （页面存档备份，存于） 日本氣象廳首頁
- （繁體中文）http://www.hko.gov.hk/ （页面存档备份，存于） 香港天文台首頁
- （繁體中文）http://www.smg.gov.mo/ （页面存档备份，存于） 澳門地球物理暨氣象局首頁